# Marmora (Schiff, 1903)
Die Marmora war ein 1903 in Dienst gestelltes Passagierschiff der britischen Reederei Peninsular and Oriental Steam Navigation Company (P&O), das im Passagier- und Postverkehr von Großbritannien nach Australien eingesetzt wurde. Im Ersten Weltkrieg diente das Schiff als bewaffneter Hilfskreuzer (Armed Merchant Cruiser), bis es am 23. Juli 1918 südlich von Irland von einem deutschen U-Boot versenkt wurde.

## Passagierschiff
Das 10.509 BRT große, aus Stahl gebaute Dampfschiff Marmora entstand bei Harland & Wolff im nordirischen Belfast und lief am 9. April 1903 vom Stapel. Sie war das baugleiche Schwesterschiff der Macedonia, die am 9. Juli 1903 mit der Baunummer 355 bei der gleichen Werft vom Stapel lief. Beide Schiffe wurden für den Australiendienst der P&O gebaut und waren die bis dahin größten Schiffe der Reederei. Die Marmora wurde nach dem Marmarameer benannt und die Macedonia nach Mazedonien.
Die Marmora war 161,61 Meter lang, 18,37 Meter breit und hatte einen Tiefgang von 7,77 Metern. Sie hatte zwei Schornsteine, zwei Masten und einen Doppelpropeller. Sie wurde von zwei Vierfachexpansions-Dampfmaschinen der Bauwerft angetrieben, die 13.000 PSi leisteten und eine Geschwindigkeit von 17 Knoten ermöglichten. Die Marmora war das erste Schiff der Reederei mit Vierfachexpansions-Dampfmaschinen. In den Passagierunterkünften konnten 367 Reisende Erster Klasse und 187 Zweiter Klasse untergebracht werden. Die Besatzung bestand aus 327 Personen.
Die Übergabe an P&O erfolgte am 20. November 1903. Kurz danach ging die Marmora, deren Baukosten sich auf insgesamt 344.084 Pfund Sterling beliefen, auf Jungfernfahrt von London über Bombay nach Australien. Zu den prominenten Passagieren, die sie während ihrer Zeit als Passagierschiff beförderte, gehörten unter anderem Alexander Duff, 1. Duke of Fife, dessen Ehefrau Louise von Großbritannien und Irland und ihre beiden Töchter.

## Hilfskreuzer
Am 3. August 1914 wurde der Passagierdampfer von der britischen Admiralität für den Kriegseinsatz im Ersten Weltkrieg angefordert. Die Marmora wurde daraufhin umgerüstet und Tenth Cruiser Squadron zugeteilt. Die meiste Zeit war sie als Geleitschiff für Schiffskonvois im Südatlantik zuständig und suchte außerdem nach dem deutschen Hilfskreuzer Möve.
Im August 1914 war sie außerdem zusammen mit dem Kreuzer Highflyer und der ebenfalls umfunktionierten Empress of Britain an der Suche nach dem deutschen Hilfskreuzer (ex-Luxusdampfer) Kaiser Wilhelm der Große an der Küste von Río de Oro beteiligt. Am 4. September 1914 traf sie auf das Linienschiff Canopus, das sich auf dem Weg zur Südamerikastation befand. Im November 1916 wurde die Marmora von der Admiralität gekauft, aber bereits im Februar 1917 der P&O rücküberstellt.
Am 23. Juli 1918 befand sich die Marmora auf einer Überfahrt von Cardiff (Wales) nach Dakar (Senegal), als sie südlich von Irland von dem deutschen U-Boot UB 64 (Oberleutnant zur See Otto von Schrader) auf der Position 50.24N, 08.48W torpediert wurde. Nur wenige Tage zuvor hatte von Schrader die Justicia torpediert, aber nur beschädigt. Die Marmora dagegen ging unter. Zehn ihrer Besatzungsmitglieder kamen ums Leben. Die Marmora war das größte durch UB 64 versenkte Schiff.